# Леон (Никарагва)
Леон (шп. León, пуним именом Santiago de los Caballeros de León) је град на западу средњоамеричке државе Никарагва. Седиште је истоименог департмана. По подацима из 2005. у граду живи 174.051 становник. По томе је Леон други по величини у земљи после Манагве.
Леон је 1524. основао конкистадор Франсиско Ернандез де Кордоба. Првобитни (стари) Леон (León Viejo) налазио се на око 30 километара од данашњег града. После ерупције вулкана Момотомбо 1610. град је тешко страдао, па је поново изграђен у близини домородачког насеља Субтијаба. Универзитет у Леону је основан 1813. Рушевине старог Леона су 2000. проглашене делом УНЕСКО Баштине човечанства.
Када се Никарагва 1839. повукла из Уједињених провинција Централне Америке Леон је постао њен главни град. Договором из 1858. одлучено је да се главни град премести у Манагву.

## Географија
Леон се налази дуж Рио Чикито, неких 90 km (56 mi) северозападно од Манагве и неких 18 km (11 mi) источно од обале Тихог океана. Леон је дуго био политичко и интелектуално средиште нације и његово Национално аутономно универзитет у Никарагви (УНАН) основано је 1813. године, што га чини другим најстаријим универзитетом у Централној Америци. Леон је такође важан индустријски, пољопривредни и комерцијални центар за Никарагву, који извози шећерну трску, стоку, кикирики, трпутац и сирак. У граду су живели многи од најзначајнијих песника Никарагве, укључујући Рубена Дарија, Алфонса Кортеса и Саломона де ла Селву.

## Историја
Први град по имену Леон у Никарагви основао је 1524. године Франциско Хернандез де Кордоба, око 30 километара источно од данашњег налазишта. Град је напуштен 1610. године након низа земљотреса који су се појавили вулканском ерупцијом. Рушевине тог града познате су под називом Леон Вијехо и ископане су 1960. године. Леон Вијехо је 2000. године проглашен Унеском светском баштином.
Леон је био главни град Никарагве од колонијалних времена. Тако природно, када се Никарагва повукла из Уједињених провинција Средње Америке 1839. године, Леон је постао главни град нове нације. Неколико година се главни град померао амо-тамо између Леона и града Гранаде. Либералне администрације преферирале су Леон, док су конзервативне администрације преферирале Гранаду, док као компромис није договорено да Манагуа буде стални главни град 1852. године.
1950. године град Леон имао је 31.000 становника. Никарагвански председник Анастасио Сомоза Гарсија устрељен је и смртно рањен у Леону 21. септембра 1956.

## Историјско наслеђе
Леон је богат и споменицима и историјским местима. Неки архитектонски споменици укључују:
Cárcel la 21 је био затвор који се налазио у насељу Леон из Сан Себастијана. То је био притворски центар у којем су били смештени политички затвореници и био је симбол мучења. Изградња је започела 1910. године, а први пут је заузета 1921. Национална хероина Бланка Арауз затворена је у том објекту током герилске побуне након уставног рата. Током режима Сомозе у њему су се налазили политички затвореници и они које је Национална Гарда прогласила „несталим“. Фасада зграде уништена је током борби између Националне гарде и сандиниста 1979. године. Од 2000. године затвор служи као уметнички музеј, који такође привлачи посетиоце заинтересоване за макабре.
Cathedral Basilica of the Assumption of León је највећа катедрала у Централној Америци и прво је епископско седиште Никарагве од 1531. године, што је чини једном од најстаријих бискупија у Америци. У криптама катедрале сахрањено је неколико славних личности, попут песника и дипломате Рубена Дарија у подножју статуе Светог Павла.
Church of Sutiava је најстарија нетакнута црква у Леону која се сматра главним храмом после катедрале. Њена изградња започета је 1698. године, за време управе магистрата Дијега Родригеза Менендеза, а завршена је 24. августа 1710. 1844. године, током рата са Салвадором, купола торња је уништена, али је обновљена почетком 20. века.
У Леону постоји још неколико црква које су веома важне за град и историју Никарагве, попут Church of San Nicolás Tolentino del Laborí, Church Hermitage of San Pedro Church of San Felipe, Church of Zaragoza, Church of Guadalupe…
Леон Вијехо, рушевине првобитног града Леон који је порушен ерупцијом вулкана Момотомбо 1610. године. Основао га је 1524. Франциско Хернандез де Кордоба и налази се 30 километара од стварног града Леон. То је место светске баштине и његов оснивач је сахрањен у крипти испод његове статуе, заједно са другим личностима, укључујући Педрариаса Давилу који је наредио његово убиство.